# Linnuraba
Linnuraba este o arie protejată (arie specială de conservare — SAC, sit de importanță comunitară — SCI) din Estonia întinsă pe o suprafață de 3.393,6 ha, integral pe uscat.

## Localizare
Centrul sitului Linnuraba este situat la coordonatele 59°03′52″N 24°35′44″E / 59.0645°N 24.5956°E.

## Înființare
Situl Linnuraba a fost declarat sit de importanță comunitară în aprilie 2004 pentru a proteja 4 specii de plante și 1 specie de animale. Situl a fost protejat și ca arie specială de conservare în august 2005.

## Biodiversitate
Situată în ecoregiunea boreală, aria protejată conține 14 habitate naturale: Lacuri și iazuri distrofice naturale, Cursuri de apă de la nivel de câmpie la nivel montan, cu vegetație Ranunculion fluitantis și Callitricho-Batrachion, Alvar nordic și șisturi calcaroase precambriene, Pajiști aluvionare boreale nordice, Pajiști din zone de pădure fino-scandinave, Turbării active, Mlaștini turboase de tranziție și turbării mișcătoare, Depresiuni pe substraturi de turbă de Rhynchosporion, Mlaștini alcaline, Taiga vestică, Păduri caducifoliate bătrâne naturale hemiboreale fino-scandinave (Quercus, Tilia, Acer, Fraxinus sau Ulmus) bogate în specii epifite, Păduri fino-scandinave bogate în ierburi cu Picea abies, Păduri caducifoliate de mlaștină fino-scandinave, Mlaștini împădurite.
La baza desemnării sitului se află mai multe specii protejate:
- plante (4): papucul doamnei (Cypripedium calceolus), o specie rară de mușchi (Drepanocladus vernicosus), Saussurea alpina subsp. esthonica, Thesium ebracteatum
- mamifere (1): vidră de râu (Lutra lutra)

Pe lângă speciile protejate, pe teritoriul sitului au mai fost identificate 4 specii de plante, 10 specii de păsări.